# 예산도서관
예산도서관은 충청남도 예산군 예산읍 소재의 도서관이다.

## 연혁
- 1974. 12. 31 예산군립도서관 준공
- 1975. 01. 10 예산군립도서관으로 개관
- 1991. 03. 26 예산도서관으로 명칭 변경
- 1996. 05. 10 충청남도교육행정기구설치조례 개정
- 1996. 12. 26 예산읍 주교리 350번지 신축개관
- 2002. 10. 01 디지털 자료실 개실
- 2003. 03. 22 예산지역 단위평생학습관 지정
- 2004. 09. 03 홈페이지, 전자책(e-book) 서비스 개시
- 2008. 01. 18 홈페이지 전면 개편
- 2019. 03. 01 충청남도예산교육지원청예산도서관으로 명칭 변경

## 시설현황
- 3층: 평생학습실, 일반열람실, 3층베란다, 3층휴게실, 동아리실
- 2층: 관장실, 사무실, 학생열람실, 서버실, 디지털자료실, 동아리실, 2층휴게실
- 1층: 일반자료실, 아동자료실
- 지하1층: 문화시청각실(2개소), 보존서고

## 이용 안내
이용 시간
휴관일
- 매주 일요일, 관공서의 공휴일
- 기타 관장이 필요하다고 인정하는 날